# ZX Grand Tiger
ZX Grand Tiger – samochód osobowo-dostawczy typu pickup produkowany przez chińskie przedsiębiorstwo motoryzacyjne Hebei Zhongxing Automobile od 2010 roku.

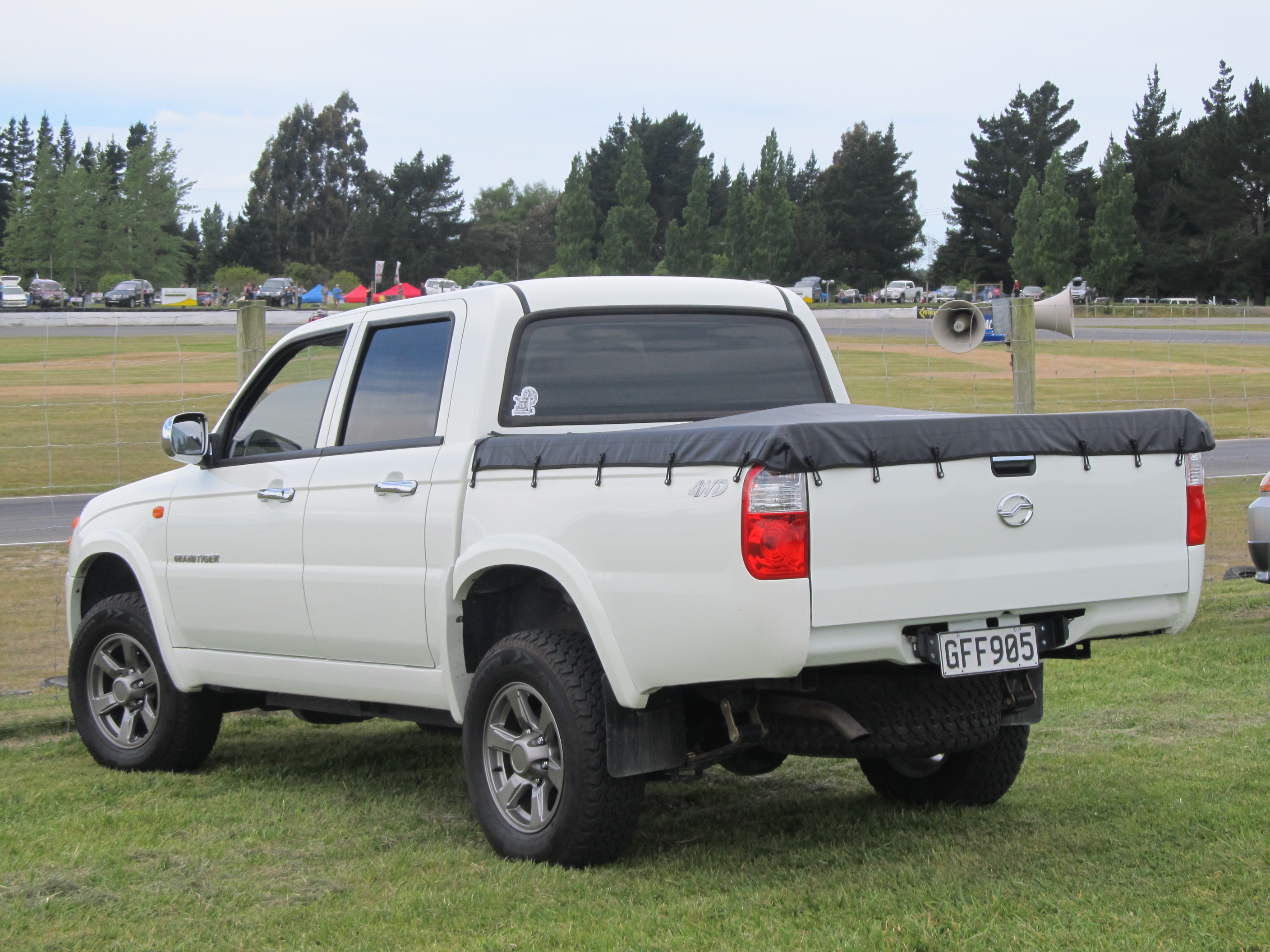
ZX Grand Tiger z podwójną kabiną - tył

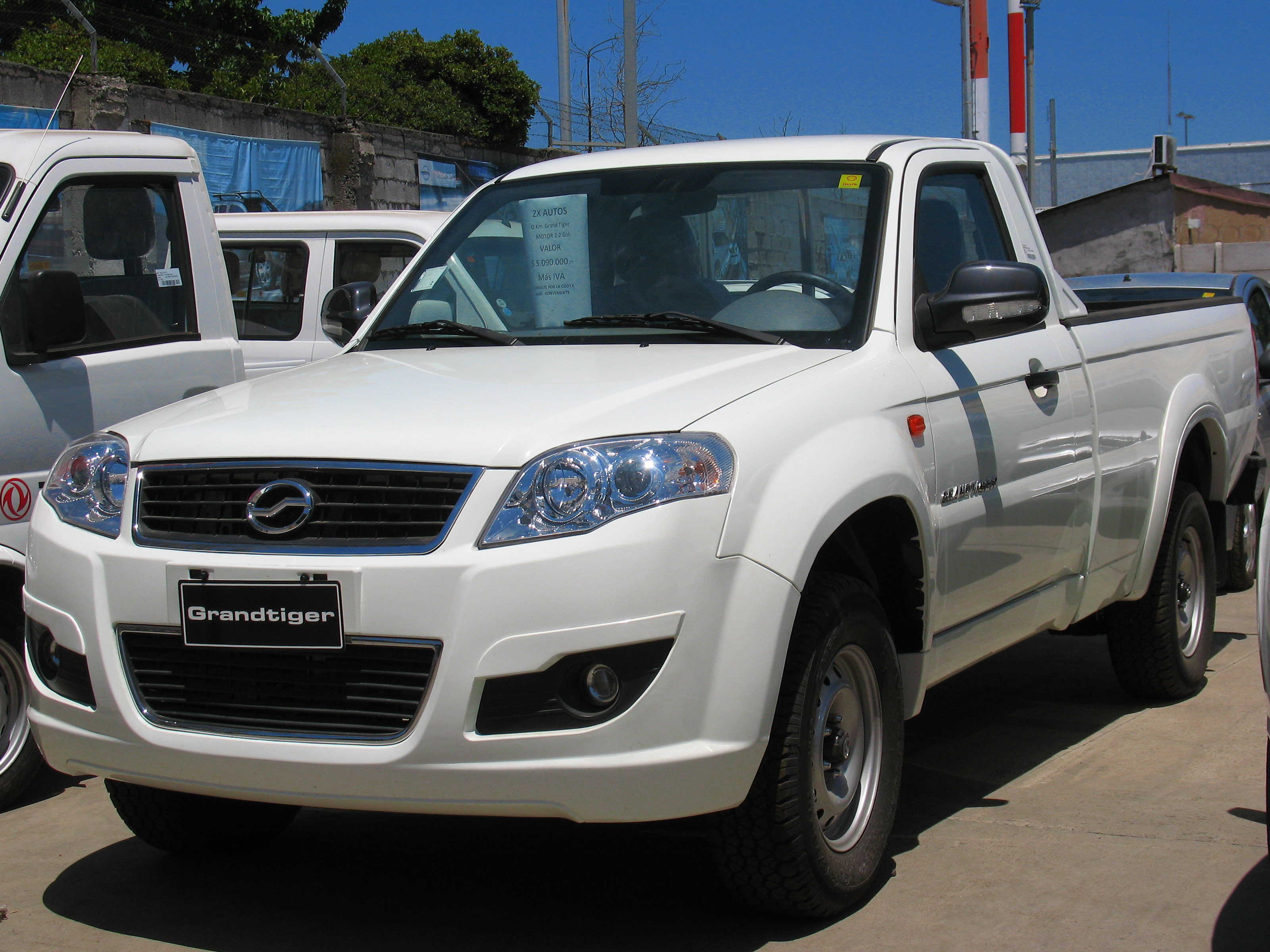
ZX Auto Grand Tiger z 2014 roku

## Historia i opis modelu
Wyłącznym importerem, dystrybutorem i serwisantem pojazdu w Polsce były lubelskie zakłady POL-MOT Warfama, które na podstawie umowy z chińskim producentem Hebei Zhongxing Automobile zajmowały się montażem pojazdów.
ZX Grand Tiger spełniał wszystkie przepisy przewidziane dla samochodów ciężarowych, ponieważ Ministerstwo Infrastruktury wydało na pojazd świadectwo homologacji. Była to pierwsza w Polsce i jedna z pierwszych w Europie homologacji na samochód pochodzący z Chin − aby ją uzyskać pojazd musiał przejechać 30 tys. km w różnych warunkach drogowych.
Montaż pojazdu odbywał się w dawnej Fabryce Samochodów Ciężarowych w Lublinie. Lubelski pick-up był tańszy od samochodów tej klasy oferowanych przez innych producentów i docelowo miał sprawdzić się zarówno w gospodarstwie rolnym, jak przedsiębiorstwach usługowych i firmach budowlanych.
Auto zbudowane zostało na ramowej konstrukcji, natomiast układ napędowy pojazdu przejęty został z pierwszej generacji Kia Sorento. Pojazd napędza turbodoładowany silnik wysokoprężny D4CB produkcji Hyundaia, spełniający normę emisji spalin Euro 4 o pojemności 2.5 l i mocy 170 KM.
W 2014 roku zakończono montaż pojazdu w Polsce po sprzedaniu około 170 egzemplarzy.
Samochód także zapisał się w historii polskiej kinematografii, autem jeździli funkcjonariusze Policji w serialu „Ojciec Mateusz”.

### Silnik[2]
- R4 2.5 l (2497 cm³), R4, DOHC, turbosprężarka
- Układ zasilania: common rail
- Średnica cylindra × skok tłoka: 91,00 × 96,00 mm
- Moc maksymalna: 170 KM (125 kW) przy 3800 obr./min
- Maksymalny moment obrotowy: 392 N•m przy 2000 obr./min

#### Osiągi
- Przyspieszenie 0-100 km/h: ok. 10,5 s
- Prędkość maksymalna: 160 km/h
- Średnie użycie paliwa w cyklu miejskim: 11,5 l/100 km
- Średnie użycie paliwa w cyklu pozamiejskim: 8,8 l/100 km
- Emisja CO2: 234 g/km

### Wyposażenie
Standardowe wyposażenie pojazdu obejmuje m.in. system ABS z EBD, poduszkę powietrzną, elektryczne sterowanie szyb, elektryczne sterowanie lusterek, zamek centralny, wspomaganie kierownicy, alufelgi o biały lakier. Opcjonalnie auto wyposażone mogło zostać m.in. w dwie poduszki powietrzne, klimatyzację i lakier metalizowany, a także nadbudowę skrzyni ładunkowej i wciągarkę, a także radio CD i czujniki cofania.